# Anteia (Mythologie)
Anteia (altgriechisch Ἄντεια Ánteia, seit den attischen Tragikern wurde sie auch oft Steneboia Σθενέβοια Sthenéboia, manchmal auch Stenoboia genannt) ist in der griechischen Mythologie die Gemahlin von Proitos (Vater der Maira).
Sie ist die Tochter von Iobates von Lykien. Sie verliebte sich in den jungen Bellerophon, als dieser zu Gast bei ihr und ihrem Mann war, wurde aber von diesem zurückgewiesen. Ihre Liebe verwandelte sich in Hass und sie beschuldigte Bellerophon ihr nachzustellen. Der wurde daraufhin des Hofes verwiesen und mit einem Schreiben, in dem seine Ermordung gefordert wurde, zu Iobates gesandt. Anteia hatte mit ihrem Mann drei Töchter, nämlich Iphinoe, Lysippe und Iphianassa, die dem Wahnsinn verfielen und von Melampus geheilt wurden.